# Smallysing
Smallysing (Lysimachia terrestris) är en viveväxtart som först beskrevs av Carl von Linné, och fick sitt nu gällande namn av Britton, Stern och Poggenb. Enligt Catalogue of Life ingår Smallysing i släktet lysingar och familjen viveväxter, men enligt Dyntaxa är tillhörigheten istället släktet lysingar och familjen viveväxter. Arten har ej påträffats i Sverige. Inga underarter finns listade i Catalogue of Life.

## Bildgalleri

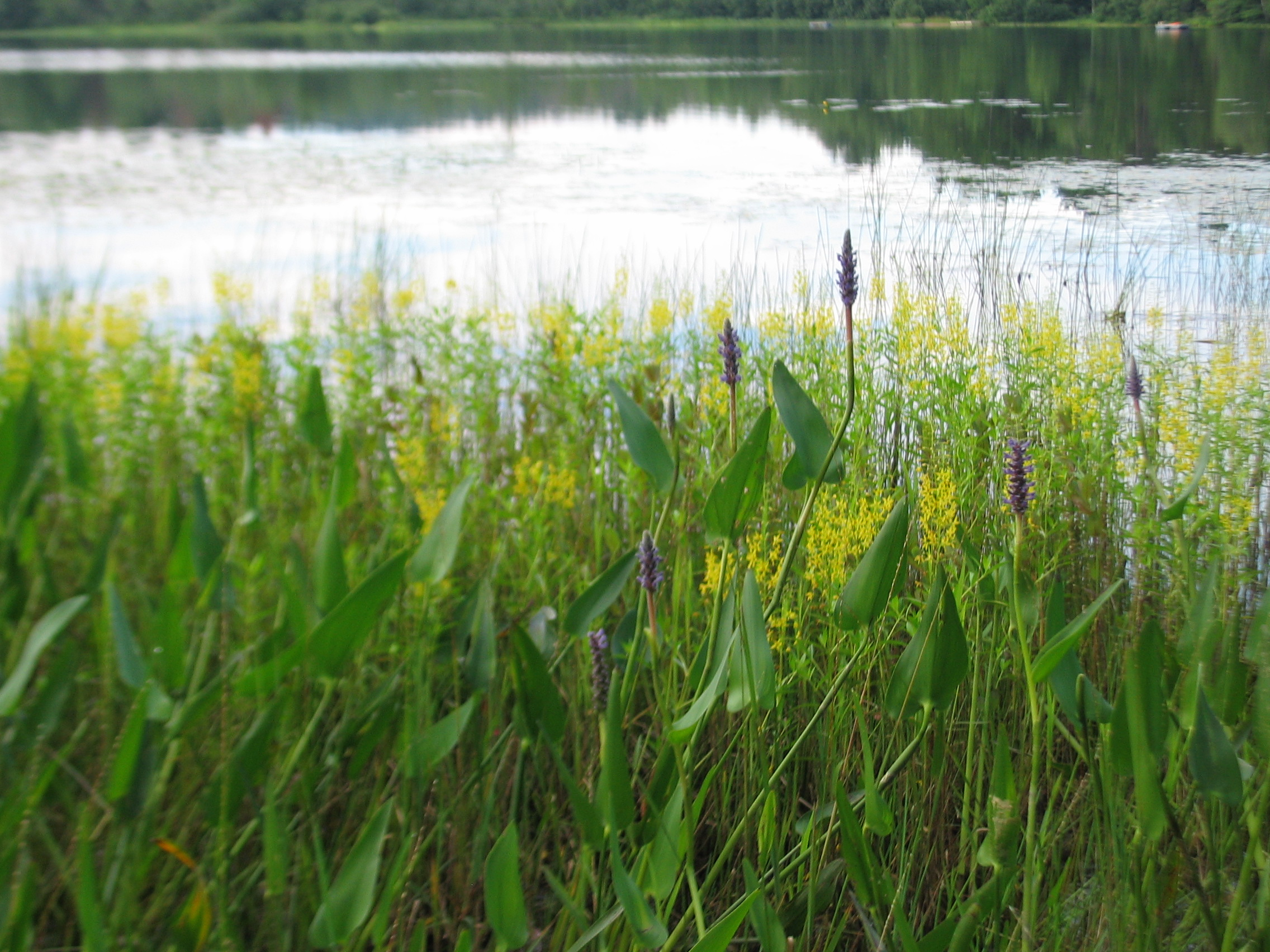
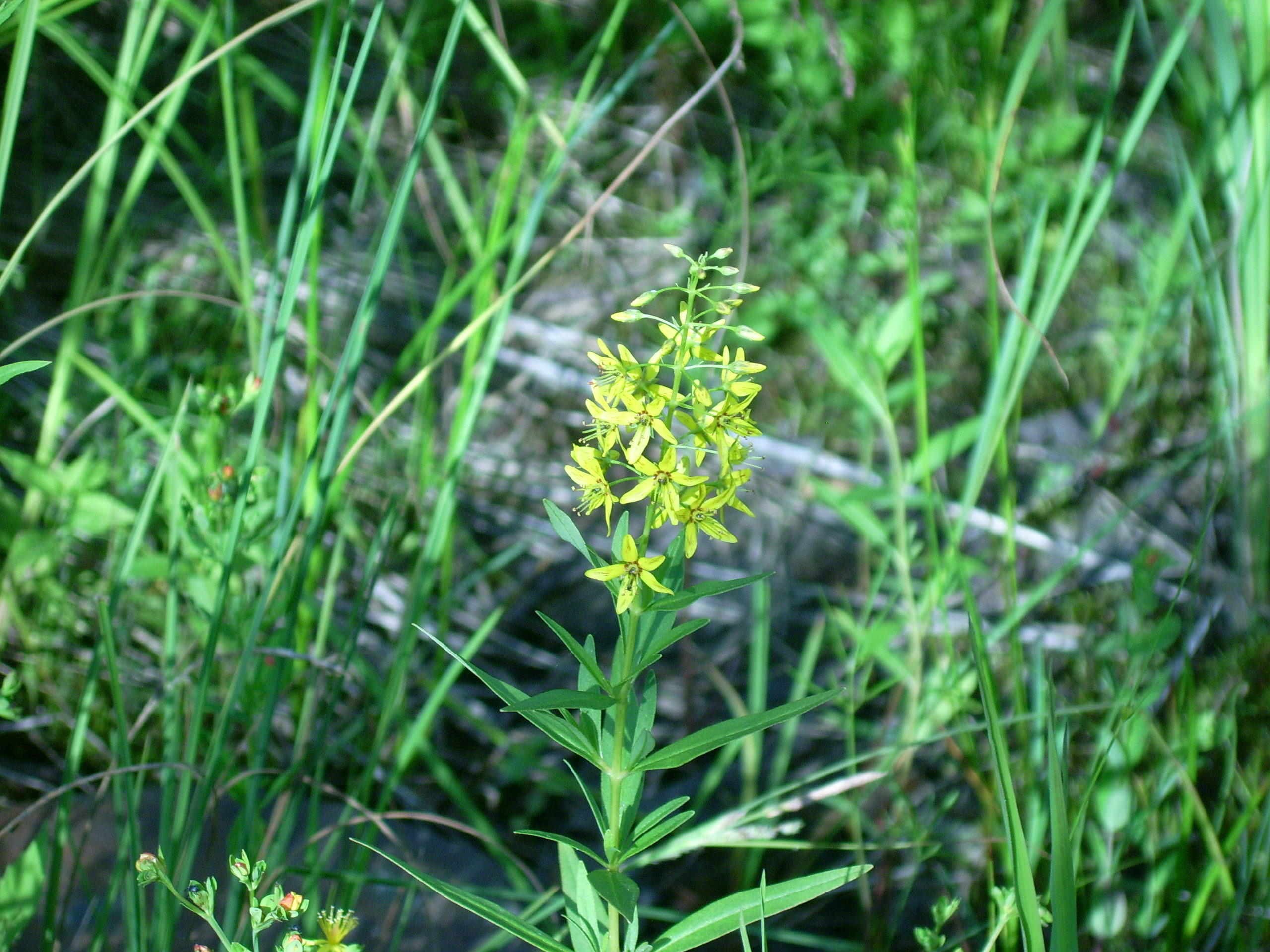
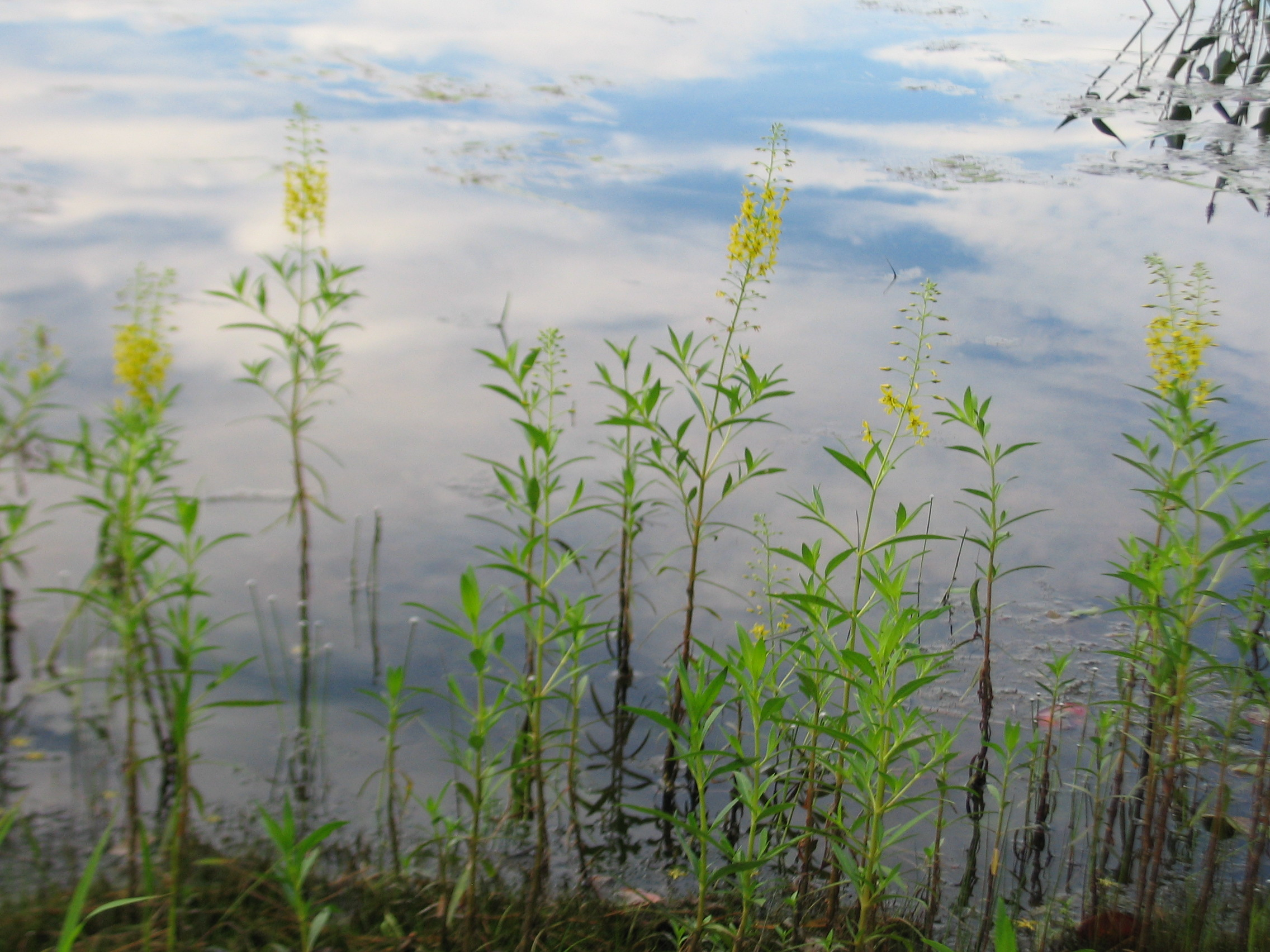